# Héctor Arias
Héctor Fabián Arias (Córdoba, Argentina, 26 de febrero de 1970) es un exfutbolista argentino. Jugaba de delantero y militó en diversos clubes de Argentina, Perú, España, México y Ecuador.

## Clubes
| Club               | País        | Año       |
| ------------------ | ----------- | --------- |
| Belgrano           | Argentina   | 1989-1991 |
| Central Córdoba    | Argentina   | 1992      |
| Carlos A. Mannucci | Perú        | 1993-1994 |
| CF Extremadura     | España      | 1994-1995 |
| Tecos UAG          | México      | 1995-1996 |
| CD Águila          | El Salvador | 1996      |
| Deportivo Quito    | Ecuador     | 1997      |
| Barcelona SC       | Ecuador     | 1998      |
| Delfín SC          | Ecuador     | 1999      |
| Deportivo UPAO     | Perú        | 2000-2001 |
| Cienciano          | Perú        | 2002      |
| FBC Melgar         | Perú        | 2003      |